# 摄政王大街

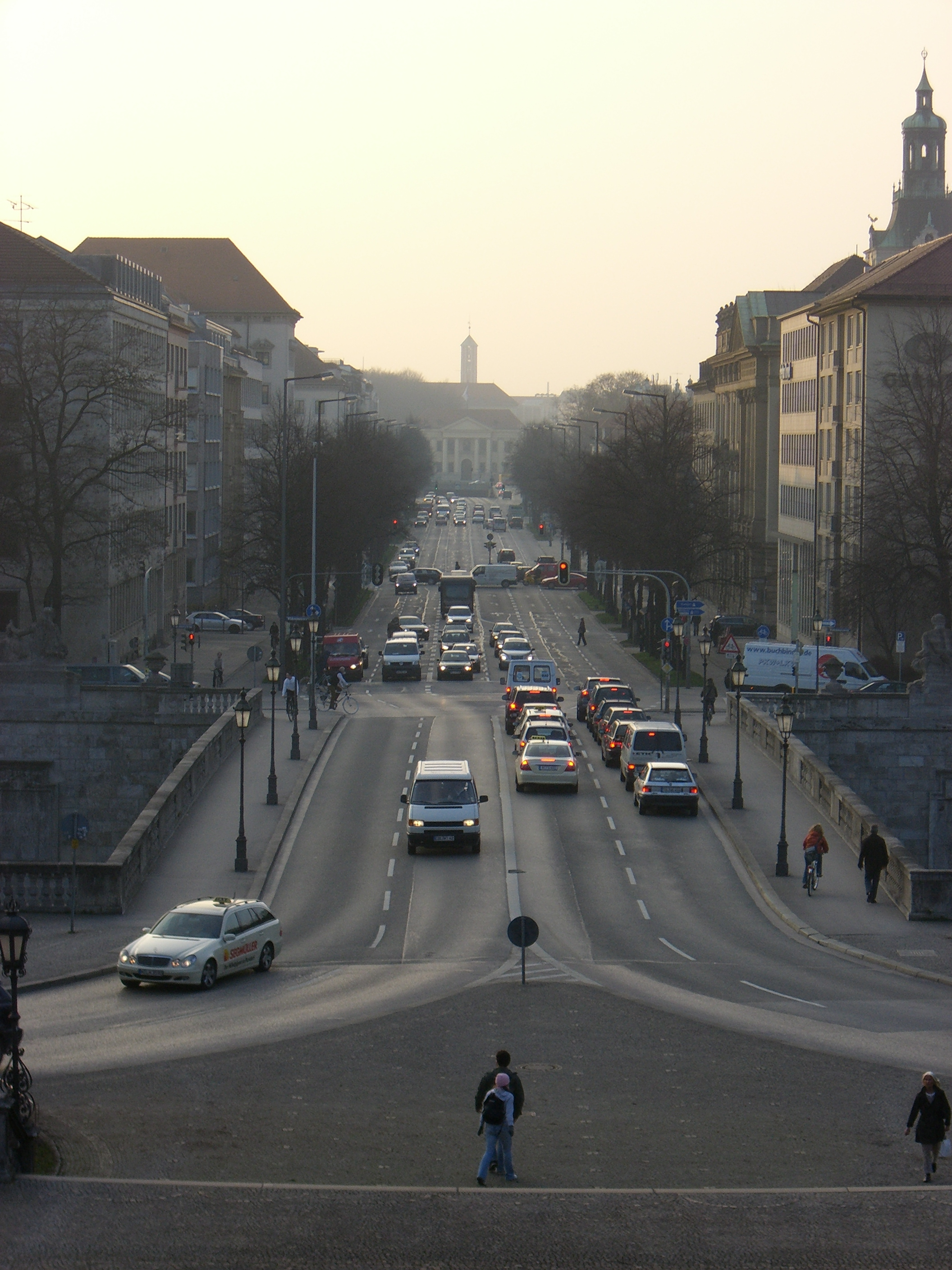
编辑“摄政王街”

摄政王大街（德語：Prinzregentenstrasse）是德国慕尼黑的4条皇家大道之一，兴建于1891年以后，摄政王柳特波德统治时期，成为当时中产阶级主要居住地。
摄政王大街与马克西米利安街平行，开始于旧城东北部的摄政王卡尔大厅。沿街有许多博物馆，例如国际知名的艺术之家、巴伐利亚国家博物馆和沙克美术馆。大街过河后环绕着“和平天使”纪念碑，沿路有斯托克别墅。另一个重要的剧院摄政王剧院，和希特勒慕尼黑公寓（摄政王广场16号），则位于更东面的摄政王广场。